# Îles Barat Daya
Les îles Barat Daya, en indonésien Kepulauan Barat Daya (littéralement : « îles du Sud-Ouest »), sont un archipel indonésien baigné par la mer de Banda, situé dans la province des Moluques (république d'Indonésie).

## Toponymie
Le nom indonésien renvoie à leur position géographique au sud-ouest de l'île d'Ambon, où se trouve la capitale des Moluques, la ville d'Ambon.

## Situation
Les îles Barat Daya sont situées dans le Sud-Est de l'archipel indonésien, sur l'arc formé, d'ouest en est, par les îles de Sumatra, Java, Bali, l'archipel des Petites îles de la Sonde et l'île de Timor (dont la partie orientale constitue la république de Timor oriental).
Avec une latitude de 5° Sud, elles se trouvent donc dans la partie sud de la province des Moluques, elle-même située au sud de la province des Moluques du Nord, qui est traversée par l'équateur.

## Géographie

### L'île principale: Wetar
La plus grande île de l'archipel est Wetar située à 49 kilomètres au nord de Timor et à 72 km à l'est-nord-est d'Alor.
Elle a 124 kilomètres de longueur, 40 kilomètres de largeur, une superficie de 3 600 km2 et une altitude maximale de 1 412 mètres.
Elle est entourée de récif corallien et d'eaux profondes appréciées pour la plongée sous-marine.

### Les autres îles
Au sud-ouest de Wetar se trouve l'île de Liran.
S'étirant en direction du nord-est, les autres îles de l'archipel sont Romang, Maopora, Damar, Teun, Nila et Serua.
Seule l'île de Gunungapi Wetar, située au nord de Wetar, est isolée du reste de l'archipel.

### Géologie de l'archipel
Les îles Barat Daya et les îles Banda situées plus au nord constituent un arc volcanique né de la convergence de la plaque de Timor vers la plaque de la mer de Banda. Tandis que les autres îles sont d'origine volcanique, Wetar est née du soulèvement de la croûte océanique. L'île de Gunungapi Wetar culminant à 282 mètres d'altitude est entrée en éruption en 1512 et 1699.

### Environnement
L'archipel est soumis au régime de la mousson.
Les îles Barat Daya font partie de la Wallacea, une zone de mer profonde séparée à la fois des plateaux continentaux asiatique et australien. Cette région est connue pour sa faune particulière.
Wetar possède ainsi 162 espèces d'oiseaux, dont trois sont endémiques et quatre sont en danger d'extinction.

## Histoire
Les îles Barat Daya faisaient partie de la république des Moluques du Sud, proclamée en 1950 à la suite de la reconnaissance de l'indépendance de l'Indonésie, précédemment Indes néerlandaises, par les Pays-Bas.
Il existe toujours un gouvernement en exil de cette république, réfugié aux Pays-Bas.

## Les habitants de l'archipel
La plupart sont musulmans, mais une partie est chrétienne.
Les langues indigènes de Wetar appartiennent à la branche malayo-polynésienne des langues austronésiennes et sont apparentées à celles de Timor. Elles comptent chacune à peine un millier de locuteurs.
En ce qui concerne les langues de communication, en plus de l'indonésien, langue nationale, l'usage du malais d'Ambon, un créole malais, est fréquent.

## Économie
L'économie repose sur une agriculture de subsistance, en particulier la culture du sagou. Les carapaces de tortue constituent un produit d'exportation.
On trouve à Wetar des mines d'or dont l'exploitation cause des problèmes environnementaux